# Telman (Rusia)
Telman (del ruso: Тельман) es un jútor del raión de Gulkévichi del krai de Krasnodar, en el sur de Rusia. Está situado a orillas del Samoilova Balka, afluente por la izquierda del Kubán, 6 km al sur de Gulkévichi y 150 km al este de Krasnodar, la capital del krai. Tenía 1 277 habitantes en 2010.
Pertenece al municipio Komsomólskoye.

## Transporte
Al oeste de la localidad pasa la carretera federal M29 Cáucaso.